# Hydrelia flammulata
Hydrelia flammulata är en fjärilsart som beskrevs av Max Joseph Bastelberger 1911. Hydrelia flammulata ingår i släktet Hydrelia och familjen mätare. Inga underarter finns listade i Catalogue of Life.